# Pantelleria
Pantelleria (sycyl. Pantiḍḍirìa) – wyspa, miasto i gmina we Włoszech, w regionie Sycylia, w prowincji Trapani.
Wyspa Pantelleria położona jest 54,2 mile morskie (100,4 km) na południowy zachód od Sycylii i 38,2 mil (70,7 km) od Tunezji. Jest to najbliższa kontynentowi afrykańskiemu ze wszystkich włoskich wysp.
Na wyspie panuje typowy klimat śródziemnomorski, przyjemny chłód w lecie i umiarkowane temperatury w zimie. Powierzchnia wyspy wynosi 84,53 km². Wyspa, z powodu wulkanicznych krajobrazów, nazywana jest „Czarną Perłą Morza Śródziemnego”. Pantelleria jest popularnym miejscem turystycznym. Posiada liczne, izolowane, niezbyt uczęszczane plaże wzdłuż wybrzeża.
Pomiędzy 8 a 14 maja 1943 roku wyspa poddawana była bardzo ciężkim bombardowaniom w ramach operacji Corkscrew. Spadło na nią ponad 10 000 ton bomb w ramach alianckiego eksperymentu zmuszenia obrońców samym bombardowaniem do poddania się. Powierzchnia Pantellerii stała się "najbardziej zbombardowanymi 83 kilometrami kwadratowymi na kuli ziemskiej".
Według danych na rok 2022 gminę zamieszkiwało 7327 osób (86,67 os./km²). Ludność wyspy zajmuje się rybołówstwem, hodowlą osłów oraz uprawą winorośli, zbóż, figowców i bawełny. Na wyspie produkuje się wina.
Wyjątkową atrakcją wyspy jest możliwość zażywania kąpieli w gorących źródłach powulkanicznych. W latach 70. w posiadłość na wyspie zainwestował Giorgio Armani, w której gościł m.in. takie osobistości i gwiazdy jak: Sting, Madonna, Gérard Depardieu. Sam Armani otrzymał tytuł honorowego obywatela wyspy.

## Galeria

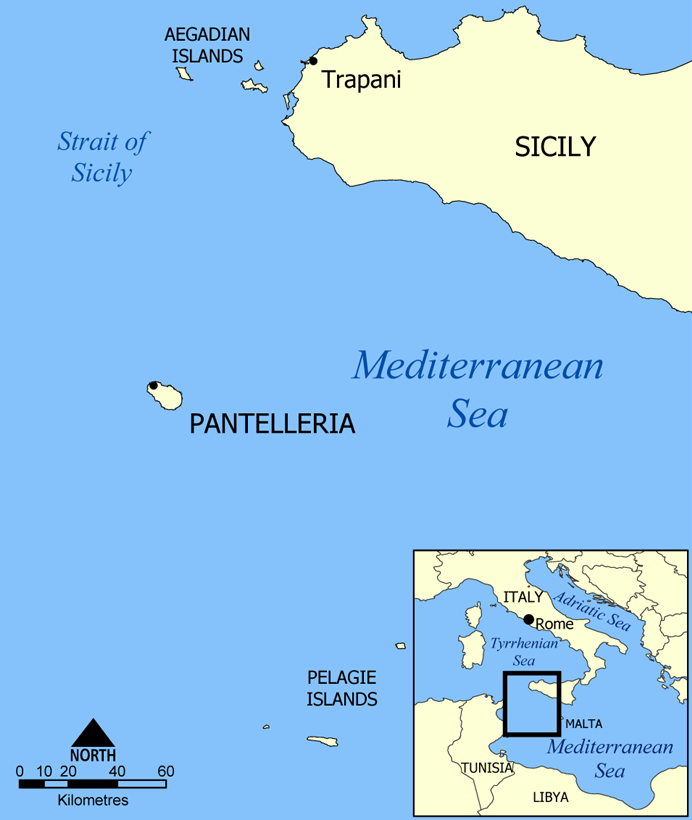
Położenie Pantellerii
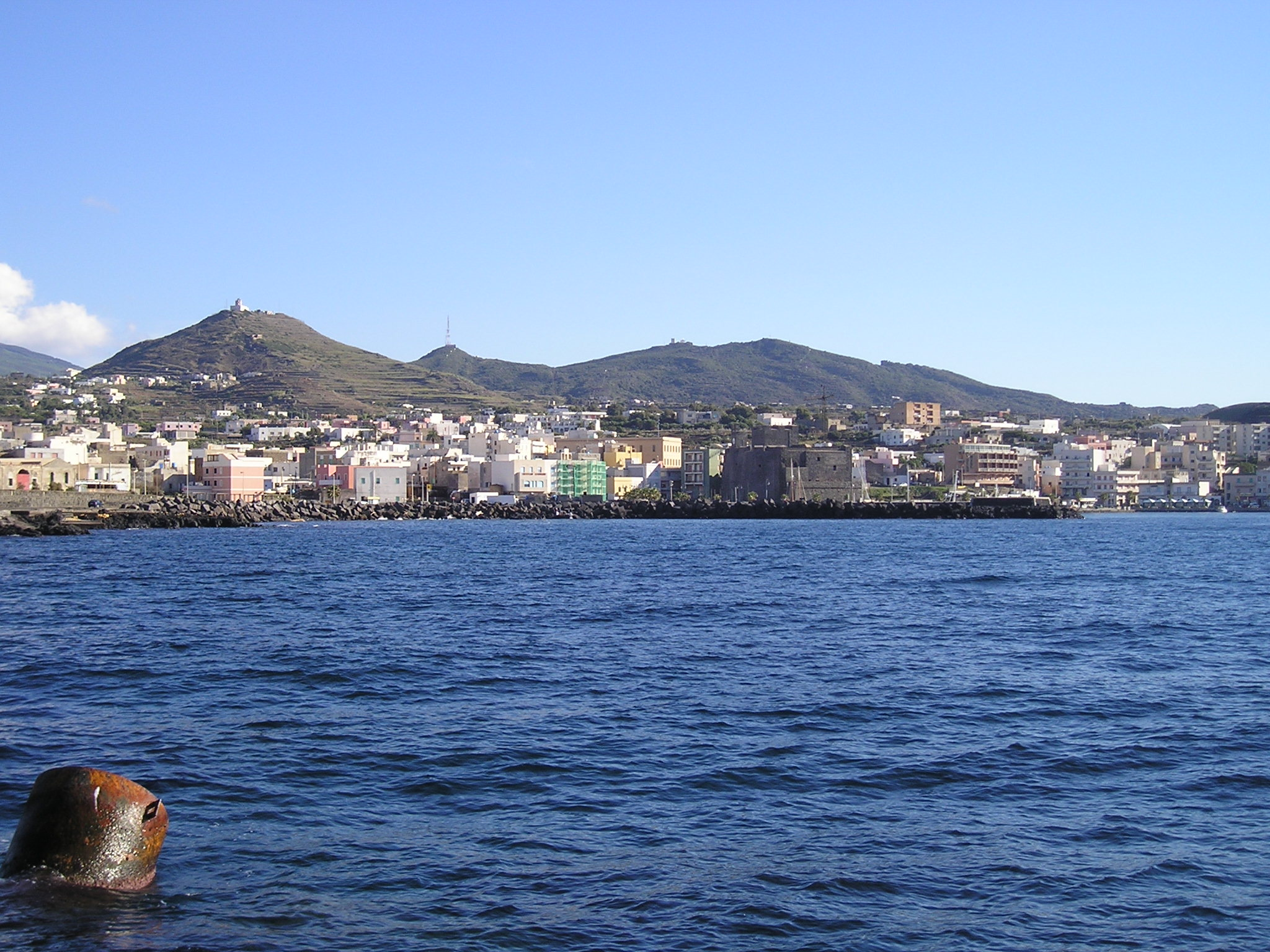
Pantelleria (miasto)
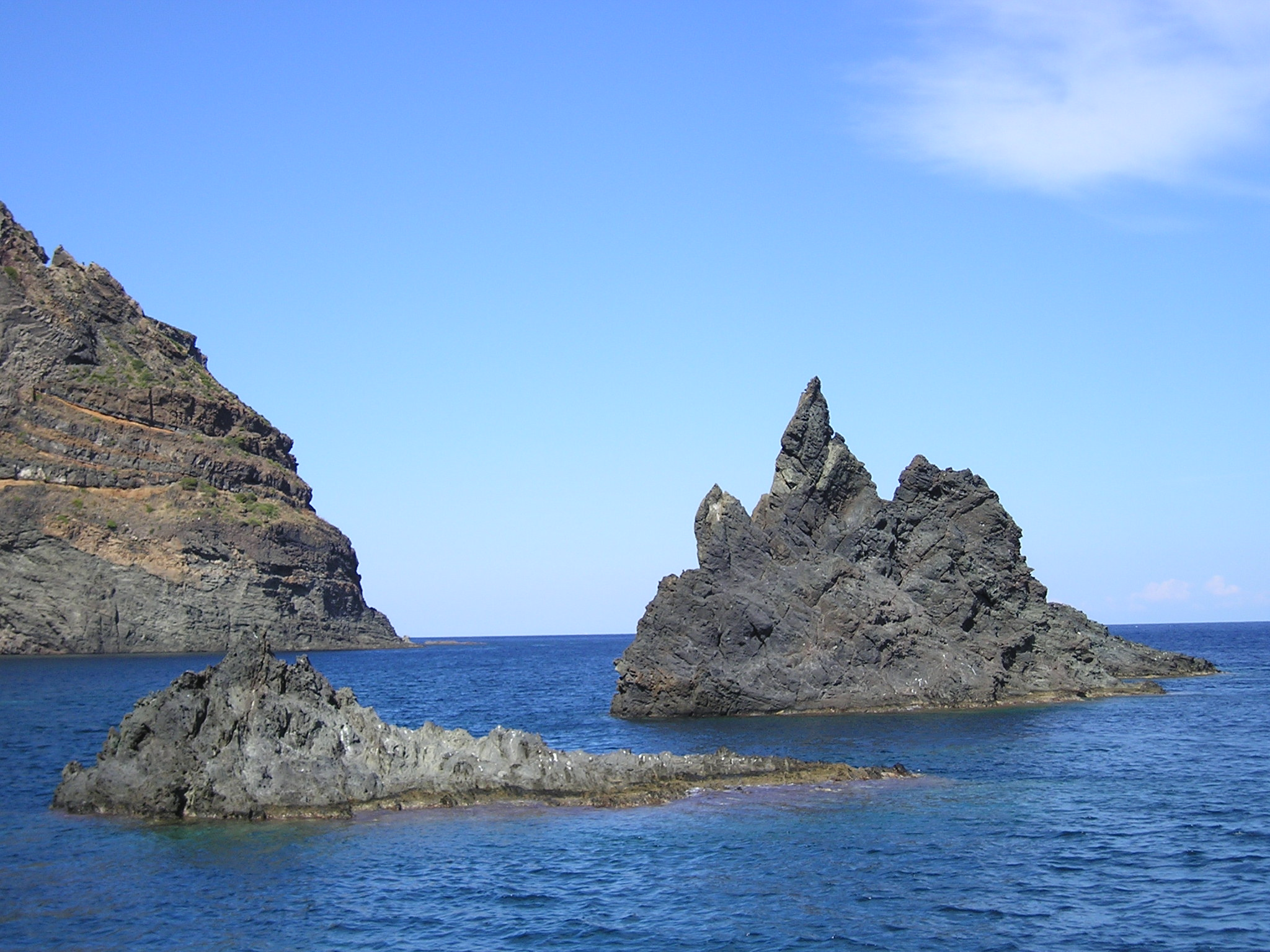
Pantelleria
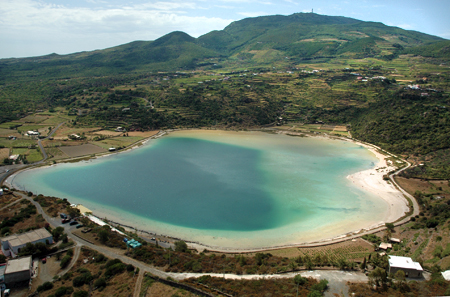
Jezioro